# Avala (vlak)

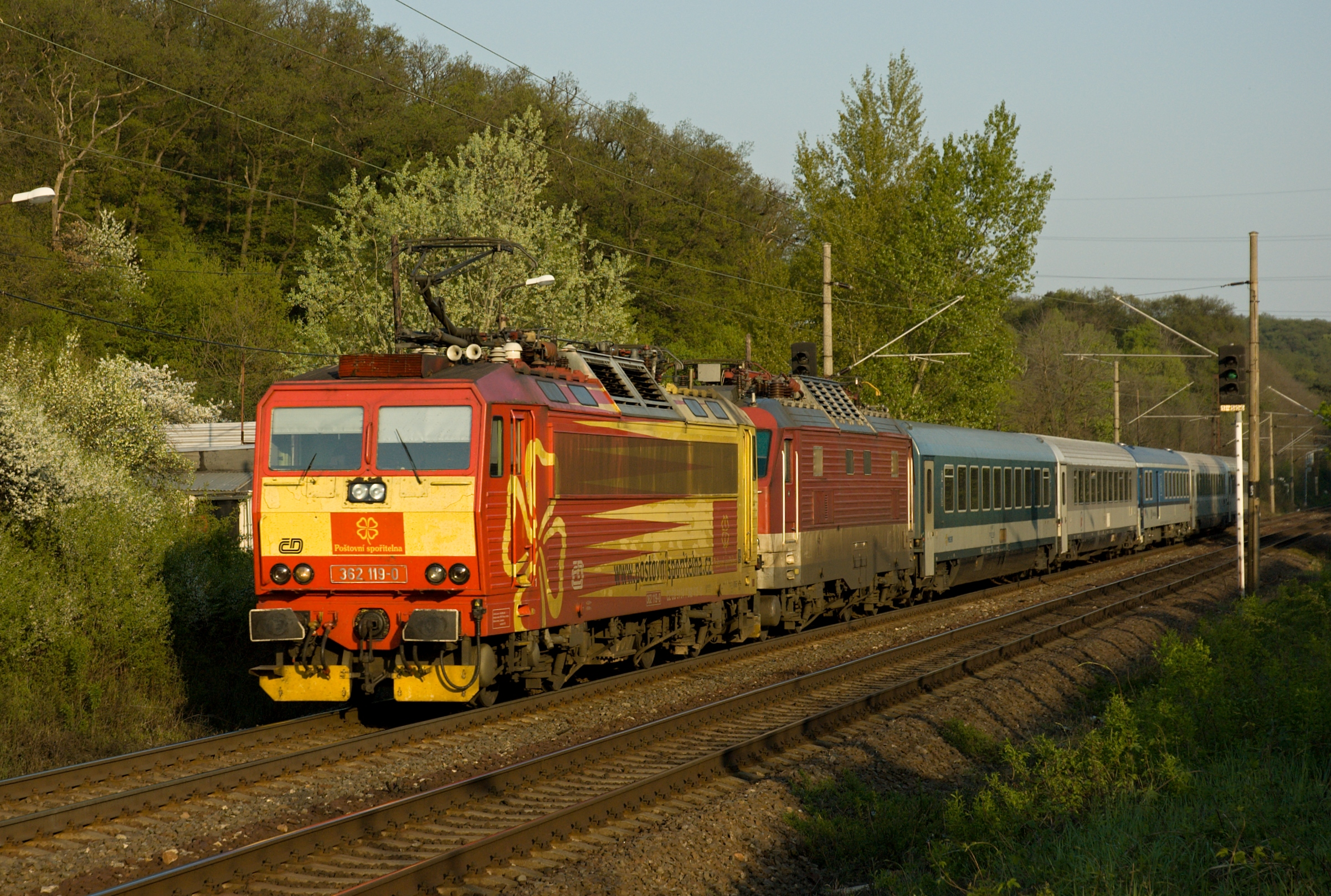
Vlak EC Avala v Bratislavě (2013)

Avala je mezinárodní vlak EuroCity Rakouských spolkových drah, Maďarských státních železnic a Srbských železnic, pojmenovaný podle vrchu nad Bělehradem, hlavním městem Srbska. Je tradičním vlakem spojujícím Bělehrad se střední Evropou. V jízdním řádu pro rok 2017/2018 jezdil z Bělehradu do Vídně přes Novi Sad a Budapešť.

## Historie
Vlak Avala bylo možné prvně nalézt zcela mimo Českou republiku a sice pod kategorií expres z Budapešti do Bělehradu. Jednalo se o jízdní řád 1990/1991. Kvalita soupravy nebyla příliš vysoká, obsahovala starší maďarské koženkové vozy. Ačkoli základní souprava neobsahovala žádné spací vozy, jel tento vlak v noci. Patrně jeho hlavním posláním bylo dovezení přímých lůžkových vozů z Prahy a Malmö do Bělehradu.
Jako atraktivnější se vlak Avala, tentokrát pod číslem 344/345, které používal až do roku 2011, mohl jevit v jízdním řádu 1991/1992, jelikož jeho trasa byla z Budapešti prodloužena až do Vídně. Už se nejednalo o vlak noční, ale denní, v soupravě nebyly řazeny žádné přímé vozy. Kvalita vozů se mírně zvýšila, soupravu tvořily srbské vozy s čalouněnými sedačkami a navíc také srbský jídelní vůz.
O dva roky později bylo možné zaznamenat nepatrnou změnu, a to v kategorii vlaku. Paradoxně směrem dolů, z expresu se stal obyčejný rychlík (v místních krajích nazývaný Schnellzug, Gyors, Brzi).
V jízdním řádu 1998/1999 nastala významná změna. Vlak Avala povýšil na kategorii InterCity a jeho vozy tomu také odpovídaly. Železnice Srbije v témže roce obdržely sérii nových velkoprostorových klimatizovaných vozů, které také ihned na Avalu nasadily. Součástí dodané série byl i jídelní vůz, který byl též nasazen. Soupravu doplnily dva oddílové klimatizované vozy rakouských drah. Novinkou byly také dva přímé lůžkové vozy jedoucí z Bělehradu do Budapešti, kde pokračovaly rychlíkem Tisza do Kieva, respektive Moskvy.
Další změna v řazení přišla v jízdním řádu 2005/2006, kdy z Vídně do Budapešti a zpět jel také přímý lehátkový vůz Budapešť – Hamburk. Dále v tomto úseku jel také o sobotách a nedělích posilový maďarský vůz 2. třídy a v letním období vůz zavazadlový.
O další dva roky později zažila Avala první nápor sezonních vozů. V letní sezóně vozila přímé lehátkové vozy z Prahy do černohorského Baru, dále také vozy z Prahy, Bratislavy a Budapešti do řecké Soluně.
V jízdním řádu 2008/2009 přišla asi nejzásadnější změna. Avala začínala v Praze, Vídeň opustila. K této výměně pravděpodobně napomohla změna konceptu železničního spojení mezi Vídní a Budapeští, neboť zde začaly být nasazovány v taktu nové rakouské vlaky Railjet, a možná také zahájení výstavby hlavního vídeňského nádraží, která značně ve Vídni zkomplikovala dopravní situaci. Avala si ponechala číselné označení 344/345, zato byla kromě srbského území vedena pod kategorií EuroCity, v Srbsku si ponechala označení InterCity. Byl rozšířen počet sezonních vozů, byly přidány přímé lůžkové vozy z Kyjeva a Moskvy do Baru a Soluně a také lehátkový vůz z Bratislavy do Baru. Základní souprava zůstala podobná, rakouské vozy se změnily za české, český vagón vystřídal také srbský vůz 1. třídy. V následujících letech se staly pouze drobné změny v řazení vlaku, z Prahy jezdil v létě do Baru také vůz lůžkový, z Kyjeva přestaly jezdit sezonní vozy zcela.
Na konci roku 2014 se opět vše změnilo. Vídeňské hlavní nádraží bylo dokončeno a bylo třeba zahustit takt vlaků EuroCity mezi Vídní a Budapeští. Jako ideální řešení se jevilo navrácení Avaly do Vídně, což se také stalo. Získala zpět číselné označení 344/345 a navíc byla zcela nově v Maďarsku trasována přes Cegléd a Kecskemét. Bylo to také poprvé, co nezajížděla v Budapešti na východní nádraží, ale zastavovala jen na předměstském nádraží Kelenföld. Ztratila také letní přímé vozy, jež zůstaly na staré trase, kde vytvořily nový rychlík. Stejně tak na Avale již nejezdil lůžkový vůz z Moskvy do Bělehradu, jehož provoz byl od roku 2015 ukončen.
V roce 2017]byla Avala jedním z mála významných vlaků spojujících střední Evropu a Balkán. Stále se potýkala s nepřesností, zapříčiněnou zejména nekvalitním stavem srbské infrastruktury. Souprava byla řazena z kvalitních vozů maďarských drah vybavených klimatizací. Na čele vlaku se střídaly lokomotivy MÁV řada 480 a 431 a ŽS řada 44. Průměrná rychlost vlaku byla poměrně nízká, což způsobovalo především časté zastavování vlaku v Maďarsku a Srbsku a také všeobecně nízká rychlost na srbském území.
Vlak číslo 345 z Vídeňského západního nádraží odjížděl v 8:48, do Bělehradu přijížděl ve 20:13, vlak číslo 344 odjížděl z Bělehradu ráno v 7:17 a do Vídně přijížděl v 19:12.
Řazení (GVD 2014/2015):
- EC/IC 345
  - Wien Westbahnhof – Kőbánya-Kispest: MÁV START řada 470 + vůz Bpmz MÁV START + vůz Bvmz MÁV START + vůz Bmz MÁV START + vůz WRbumz MÁV START + vůz Apmz MÁV START
  - Kőbánya-Kispest – Subotica: MÁV řada Lokomotiva V43431 + vůz Bpmz MÁV START + vůz Bvmz MÁV START + vůz Bmz MÁV START + vůz WRbumz MÁV START + vůz Apmz MÁV START
  - Subotica – Beograd: ŽS řada 441 + vůz Apmz MÁV START + vůz WRbumz MÁV START + vůz Bmz MÁV START + vůz Bvmz MÁV START + vůz Bpmz MÁV START